# HMS Galatea (71)
«Галатея» (71) (англ. HMS Galatea (71) — військовий корабель, легкий крейсер типу «Аретюза» Королівського військово-морського флоту Великої Британії за часів Другої світової війни.

## Історія створення
Крейсер «Галатея» був закладений 2 червня 1933 на верфі компанії Scotts Shipbuilding and Engineering Company, Грінок. 14 серпня 1935 увійшов до складу Королівських ВМС Великої Британії.

## Історія служби

### Потоплення
15 грудня 1941 року HMS Galatea (71) був потоплений трьома торпедами, випущеними з німецького підводного човна U-557 під командуванням корветтен-капітана Оттокара Паульссена приблизно за 35 миль на захід від Александрії, коли крейсер повертався до цієї гавані разом і з іншими крейсерами Середземноморського флоту після полювання на італійський конвой біля Лівії. Командир, 22 офіцери та 447 матросів загинули. 144 вцілілих були підібрані HMS Griffin (H31) та HMS Hotspur (H01).